# Easy/Lucky/Free
Az Easy/Lucky/Free a Bright Eyes egy dala a Digital Ash in a Digital Urn albumról, egyben kilencedik kislemezük, amelyet 2005. július 25-én adott ki a Saddle Creek Records.
A videóklipben Conor Oberst belép egy szobába, majd az ott található üvegfalra felírja a dalszöveget, és rajzol is. A szám szerepel a 2008-as Voy a Explotar című mexikói drámában.
Az album a Saddle Creek Records 84. kiadványa.

## Számlista
| 1.    | Easy/Lucky/Free (rádiós változat)                                                          | 4:34 |
| 2.    | Gold Mine Gutted                                                                           | 4:01 |
| 3.    | Gold Mine Gutted (Her Space Holiday-remix; a dal hibásan „Easy/Lucky/Free” címen szerepel) | 3:51 |
| 12:26 |                                                                                            |      |

## Közreműködők

### Bright Eyes
- Conor Oberst
- Mike Mogis – felvétel, keverés
- Nate Walcott

### Más zenészek
- Jason Boesel
- Nick Zinner

### Gyártás
- Andy LeMaster – felvétel
- Jadon Ulrich – borító
- Lauri Faggioni, Lily Thorne – fotók

## Fordítás
Ez a szócikk részben vagy egészben  az   Easy/Lucky/Free című angol Wikipédia-szócikk ezen változatának fordításán alapul.  Az eredeti cikk szerkesztőit annak laptörténete sorolja fel. Ez a jelzés csupán a megfogalmazás eredetét és a szerzői jogokat jelzi, nem szolgál a cikkben szereplő információk forrásmegjelöléseként.